# UK B-Boy Championship
La UK B-Boy Championship è la più importante competizione di b-boying (break dance) presente in Inghilterra.

## Storia
L'evento va avanti puntualmente dal 1996 e riunisce gli 8 migliori gruppi del mondo che sono riuscite a qualificarsi nei rispettivi campionati nazionali oltre ad ospitare i migliori ballerini in singolo di b-boying e di popping e locking.
La rappresentazione si svolge con enorme successo dal 1996 al London's Shepherds Bush Empire ospitando gruppi del calibro dei Drifters, Rock Steady Crew e Top 9.
MC d'eccezione sono ormai da lunga data Crazy Legs (Rock Steady Crew) e Afrika Islam (Universal Zulu Nation) mentre ai piatti si trovano djs di calibro mondiale come Cut Nice, Dj Hazze, dj Renegade e dj Fingaz.